# Alla fine di un lavoro
Alla fine di un lavoro è il quinto album in studio del cantante pop italiano Riccardo Fogli, pubblicato nel 1980 dalla Paradiso.
Dall'album è stato estratto il singolo Ti amo però, oltre a Scene da un amore e al brano omonimo.

## Tracce
1. La strada – 4:04 (Maurizio Fabrizio, Guido Morra e Riccardo Fogli)
2. È l'amore – 3:28 (Riccardo Fogli, Salvatore Fabrizio e Guido Morra)
3. Come sempre straniero – 4:00 (Maurizio Fabrizio, Riccardo Fogli e Guido Morra)
4. Scene da un amore – 4:15 (Maurizio Fabrizio, Riccardo Fogli e Guido Morra)
5. Ti amo però – 3:47 (Maurizio Fabrizio, Riccardo Fogli e Guido Morra)
6. Viaggio di magia – 3:46 (Maurizio Fabrizio, Riccardo Fogli e Guido Morra)
7. Angelina – 3:53 (Maurizio Fabrizio, Riccardo Fogli e Guido Morra)
8. Alla fine di un lavoro – 4:27 (Maurizio Fabrizio, Riccardo Fogli e Guido Morra)

Durata totale: 31:40

## Formazione
- Riccardo Fogli – voce
- Franco Graniero – tastiera
- Gigi Cappellotto – basso
- Andy Surdi – batteria, percussioni
- Maurizio Fabrizio – pianoforte, tastiera, chitarra acustica, campana
- Roberto Puleo – chitarra elettrica, bouzouki